# فريدريك فيلهيلم يوزف شيلن
فريدريك فيلهيلم يوزف شيلن (بالألمانية: Friedrich Wilhelm Joseph Schelling، وتُلفظ: [ˈfʁiːdʁɪç ˈvɪlhɛlm ˈjoːzɛf ˈʃɛlɪŋ]، مواليد 27 يناير 1775 - 20 أغسطس 1854)، في وقت متأخر (بعد 1812) كان فون شيلن فيلسوفاً ألمانياً. يضعه تاريخ الفلسفة القياسي نقطة وسط في تطور المثالية الألمانية، ويضعه بين يوهان جوتليب فيشته الذي كان معلمه في سنواته المبكرة، وجورج فيلهيلم فريدريش هيغل شريكه في غرفة الجامعة لمرة واحدة وصديقه الأول وخصمه لاحقاً. يعد تفسير فلسفة شيلن أمراً صعباً نظراً لطبيعته المتطورة.
أُهمِل فكر شيلن بشكل عام وفي دول العالم الناطقة باللغة الإنجليزية بشكل خاص. كانت أحد العوامل المهمة المتسببة في هذا الأمر تفوق هيجل الذي صورت أعماله الناضجة شيلن كمجرد هامش في تطور المثالية. وقد هاجم العلماء أيضاً فلسفة الطبيعة الخاصة بشيلن بسبب ميلها إلى التشابه وقلة التوجه التجريبي. ومع ذلك، أبدى بعض الفلاسفة فيما بعد اهتماماً بإعادة تفحص أعماله.

## الحياة

### النشأة
ولد شيلن في مدينة ليونبرغ في دوقية فورتمبرغ (تسمى الآن بادن فورتمبيرغ)، ابن جوزيف فريدريك شيلن وزوجته جوتليبين ماري. التحق بالمدرسة الرهبانية في بيبنهاوزن بالقرب من توبنغن، حيث كان والده كاهناً وأستاذاً مستشرقاً. من عام 1783 حتى 1784 انضم شيلن لمدرسة لاتينية في نورتينغن وتعرف على فريدريك هولدرلين الذي كان يكبره بالعمر بخمس سنوات. في 18 أكتوبر 1790، وبسن 15 سنة، مُنح الإذن للتسجيل في «توبينغار شتيفت» (وهو معهد تابع للكنيسة الإنجيلية اللوثرية في مدينة فورتمبرغ) على الرغم من عدم بلوغه سن التسجيل الطبيعي البالغ 20 عاماً بعد. تقاسم غرفته في توبينغار شتيفت مع هيغل وهولدرلين، وأصبح الثلاثة أصدقاء مقربين.
دَرَسَ شيلن آباء الكنيسة والفلاسفة اليونانيين القدماء. تحول اهتمامه تدريجياً من اللاهوت اللوثري إلى الفلسفة. في عام 1792 تخرج بأطروحة ماجستير بعنوان «أقدم الأصول الإنسانية لسفر التكوين الفلسفي السيئ 3، تفسير فلسفي ناقد». وفي عام 1795 أنهى أطروحة الدكتوراه بعنوان «مرقيون كمدير لرسائل بولس». وفي هذه الأثناء، بدأ بدراسة كانط وفيتشه، اللذين أثرا عليه بشكل كبير.
في عام 1797، أثناء قيامه بتعليم شابين من عائلة أرستقراطية، زار لايبزيغ كمرافق لهما وحظي بفرصة حضور محاضرات في جامعة لايبزيغ. إذ كان مأسوراً بالدراسات الفيزيائية المعاصرة بما في ذلك الكيمياء والبيولوجيا. وزار دريسدن أيضاً، حيث رأى مجموعات ناخب ساكسونيا، والذي أشار إليه لاحقاً بتفكيره في الفن. على الصعيد الشخصي، شهدت زيارة دريسدن هذه التي استمرت ستة أسابيع من أغسطس عام 1797 لقاء شيلن مع الأخوين أغسطس ويلهلم شليغل وكارل فريدريك شليغل وزوجته المستقبلية كارولين (التي تزوجت أغسطس فيلهلم لاحقاً)، ونوفاليس.

### فترة ينا
بعد التدريس لمدة عامين، في أكتوبر عام 1798 وفي سن الـ 23، استدعي شيلن إلى جامعة ينا كأستاذ استثنائي في الفلسفة (غير مأجور). أدى الوقت الذي قضاه شيلن في جامعة ينا (1798-1803) إلى تموضعه في مركز الثورة الفكرية للحركة الرومانسية. كانت علاقته وثيقة مع يوهان وولفغانغ فون غوته، الذي قدر الجودة الشعرية لفلسفة الطبيعة، قارئاً كتاب «فون دير فيلتسيله». بصفته رئيس وزراء دوقية ساكس فايمار، دعا غوته شيلن إلى ينا. من جهة أخرى كان شيلن غير متعاطف مع المثالية الأخلاقية التي أضفت الحيوية على أعمال فريدريك شيلر، والأساس الآخر لكلاسيكية فايمار. لاحقاً وفي عمل شيلن (محاضرة حول فلسفة الفن 1802/03)، استُعرضت نظرية شيلر حول السمو عن قرب.
في ينا، كان شيلن على علاقة جيدة مع فيشته في البداية، ولكن مفاهيمهما المختلفة -حول الطبيعة بشكل خاص- أدت إلى زيادة التفاوت في تفكيرهما. نصحه فيتشه بالتركيز على الفلسفة بمعناها الأصلي، أي الفلسفة المتسامية وعلى وجه التحديد الكتاب الذي ألفه فيشته بعنوان «علم المعرفة». لكن شيلن الذي أصبح قائداً معترفاً به في المدرسة الرومانسية، بدأ برفض فكرة فيشته لكونها باردة وتجريدية.
كان شيلن مقرباً بشكل خاص من أغسطس فيلهلم شليغل وزوجته كارولين. وردت فكرة زواج بين شيلن وابنة كارولين الصغيرة «أوغست بومر» من قبل كليهما. توفيت أوغست بسبب الزحار في عام 1800، ما حرض الكثيرين على إلقاء اللوم على شيلن الذي أشرف على علاجها. وبالرغم من ذلك، يجادل روبرت ريتشاردز في كتابه «المفهوم الرومانسي للحياة» بأن تدخلات شيلن لم تكن مناسبة فقط، بل على الأرجح ليس لها صلة، لأن الأطباء المستدعين أكدوا لكل المعنيين أن مرض أوغست كان قاتلاً حتماً. قربت وفاة أوغست كلاً من شيلن وكارولين من بعضهما. انتقل شليغل إلى برلين، ورتب لإجراءات الطلاق (بمساعدة غوته). انتهى وقت شيلن في ينا، وفي 2 يونيو 1803 تزوج هو وكارولين بعيداً عن ينا. كانت مراسم زواجهما آخر مناسبة قابل فيها شيلن صديقه في المدرسة الشاعر فريدريك هالدرلين، الذي كان في ذلك الحين يعاني من مرض عقلي بالفعل.
في فترة ينا، كانت علاقة شيلن وثيقة مع هيجل مجدداً. وأصبح هيغل بمساعدة شيلن محاضراً خاصاً في جامعة ينا. كتب هيجل كتاباً بعنوان «الفرق بين أنظمة فيشته وشيلن في الفلسفة، 1801)، ودعمَ موقف شيلن ضد أسلافه المثاليين، فيشته وكارل ليونارد راينهولد. نشر هيغل وشيلن بدءاً من يناير 1802 مجلة «الصحيفة الناقدة للفلسفة» كمحررين مشاركين، ونشرا أوراقاً عن فلسفة الطبيعة، لكن شيلن كان منشغلاً جداً ليبقى منخرطاً في التحرير وكانت الصحيفة تنشر بشكل أساسي من قبل هيغل متبنية فكراً مختلفاً عن شيلن. توقفت المجلة عن نشرها في ربيع عام 1803 حين انتقل شيلن من ينا إلى فورتسبورغ.

### الانتقال إلى فورتسبورغ والصراعات الشخصية
ذهب شيلن من ينا إلى بامبرغ لفترة لدراسة الطب البرونوني (نظرية جون براون) مع أدلبرت فريدريك ماركوس وأندرياس روسشلاوب. من سبتمبر 1803 حتى أبريل 1806 عمل شيلن أستاذاً بجامعة فورتسبورغ المقامة حديثًا. اتصفت هذه الفترة بتدفق ملحوظ في آرائه وبخلاف أخير مع فيشته وهيغل.
وجد شيلن في فورتسبورغ -وهي مدينة كاثوليكية محافظة- العديد من الأعداء بين زملائه وفي الحكومة. انتقل بعدها إلى ميونيخ في عام 1806، حيث شغل وظيفة مسؤول حكومي، بدايةً كزميل في الأكاديمية البافارية للعلوم الإنسانية وأمين سر الأكاديمية الملكية للفنون الجميلة، بعد ذلك شغل منصب أمين سر القسم الفلسفي لأكاديمية العلوم. كان 1806 نفسه العام الذي نشر فيه شيلن كتاباً انتقد فيه فيشت بكل صراحة وبالاسم. في عام 1807 تلقى شيلن مخطوطة لكتاب هيغل «ظواهرية الروح» أرسله هيغل إليه، إذ طلب من شيلن كتابة المقدمة. وبالرغم من دهشته بسبب إيجاد ملاحظات موجهة إلى نظريته الفلسفية، كتب شيلن في النهاية رداً لهيغل، وطلب منه أن يوضح ما إذا كان ينوي السخرية من أتباع شيلن الذين يفتقرون إلى الفهم الحقيقي لفكره، أو السخرية من شيلن نفسه. لكن هيغل لم يرد مطلقاً. في نفس العام، ألقى شيلن خطاباً حول العلاقة بين الفنون البصرية والطبيعة في أكاديمية الفنون الجميلة. وكتب هيغل انتقادات شديدة للخطاب لأحد أصدقائه. انتقدوا بعضهم البعض لاحقاً في قاعات المحاضرات وفي الكتب بشكل علني حتى نهاية حياتهم.

### فترة ميونيخ
دون الاستقالة من منصبه الرسمي في ميونيخ، حاضر لفترة قصيرة في شتوتغارت (محاضرات شتوتغارت الخاصة 1810)، ولسبع سنوات في جامعة إرلانجن (1820-1827). في عام 1809 توفيت كارولين قبل نشره مباشرة لكتاب «مقال الحرية» والذي كان آخر كتاب يُنشر له خلال حياته. تزوج شيلن بعد ثلاث سنوات من إحدى صديقاتها المقربات «بولين جوتر» إذ وجد فيها صاحبة مخلصة.
خلال إقامته الطويلة في ميونيخ (1806-1841) بات النشاط الأدبي لشيلن تدريجياً في انقطاع. من الممكن أن تكون القوة القاهرة والتأثير الخاص بالنظام الهيغلي هما اللذين قيدا شيلن، لأنه بمجرد حلول عام 1834 وبعد وفاة هيجل أفصح بشكل علني في مقدمة ترجمة هوبير بيكرز لعمل فيكتور كوزن عن العداء الذي كان بينه وبين الهيغليين، وبينه وبين مفهومه الخاص للفلسفة في الماضي. بالتأكيد لم يكن العداء حقيقة جديدة آنذاك. تعبر محاضرات إرلانجن حول تاريخ الفلسفة لعام 1822 عن الخصومة نفسها بأسلوب حاد، وكان قد بدأ شيلن بالفعل في معالجة الأساطير والدين اللذين شكلا في رأيه العناصر الإيجابية الحقيقية لسلبية الفلسفة المنطقية أو المضاربة.

## روابط خارجية
- فريدريك فيلهيلم يوزف شيلن على موقع الموسوعة البريطانية (الإنجليزية)
- فريدريك فيلهيلم يوزف شيلن على موقع إن إن دي بي (الإنجليزية)